# He Touched Me
| Recensione                    | Giudizio |
| ----------------------------- | -------- |
| AllMusic                      | [ 2 ]    |
| Christgau's Record Guide      | B+       |
| MusicHound                    | [ 4 ]    |
| The Rolling Stone Album Guide | [ 5 ]    |
| Rough Guides                  | [ 6 ]    |

He Touched Me è il 35° album in studio di Elvis Presley pubblicato nel 1972. Fu il terzo e ultimo album dedicato interamente alla musica gospel pubblicato da Presley. 

## Accoglienza
Con questo LP Elvis vinse il suo secondo Grammy Award nella categoria "Best Inspirational Performance" (il primo di questi riconoscimenti gli era stato attribuito con l'album del 1967 How Great Thou Art). Rimase per 10 settimane nella classifica di Billboard ove raggiunse il 79º posto.

## Tracce
Lato A
1. He Touched Me (William J. Gaither) - 2:40
2. I've Got Confidence (Andraé Crouch) - 2:23
3. Amazing Grace (John Newton; arrang. e adatt. Elvis Presley) - 3:36
4. Seeing is Believing (Red West, Glen Spreen) - 2:55
5. He is My Everything (Dallas Frazier) - 2:42
6. Bosom of Abraham (William Johnson, George McFadden, Phillip Brooks) - 1:37

Lato B
1. An Evening Prayer (C. Maude Battersby, Charles H. Gabriel) - 1:56
2. Lead Me, Guide Me (Doris Akers) - 2:42
3. There is No God, But God (Bill Kenny) - 2:21
4. A Thing Called Love (Jerry Reed) - 2:27
5. I, John (William Johnson, George McFadden, Phillip Brooks) - 2:18
6. Reach Out to Jesus (Ralph Carmichael) - 3:13

## Formazione
- Elvis Presley – arrangiamenti, voce solista
- Felton Jarvis – produzione
- The Imperials – cori
- David Briggs – organo, piano
- James Burton – chitarra
- Kenny Buttrey – batteria
- Jerry Carrigan – batteria
- Joe Esposito – chitarra
- Charlie Hodge – chitarra
- Ginger Holladay – cori
- Mary Holladay – cori
- Millie Kirkham – cori
- Kathy Westmoreland - cori
- Charlie McCoy – organo, piano
- Sonja Montgomery – cori
- Joe Moscheo – organo, piano
- Al Pachucki – ingegnere del suono
- June Page – cori
- Norbert Putnam – basso
- Temple Riser – cori
- Chip Young – chitarra